# Tobias Andersson
Pour les articles homonymes, voir Andersson.
Joachim Friden Andersson, dit Tobias Andersson, né le 7 mai 1996 à Skövde, est un homme politique suédois.

## Biographie

### Situation personnelle
Étudiant à l’École de commerce, d'économie et de droit de Göteborg, Tobias Andersson obtient un baccalauréat universitaire en économie en 2018.

### Parcours politique
Membre des Démocrates de Suède (SD), il est élu conseiller municipal de sa ville natale, Skövde, en 2014.
En 2015, à 19 ans, il devient le premier porte-parole national de la formation de jeunesse des Démocrates de Suède, les Jeunes suédois SDU.
Lors des élections législatives de 2018, il est élu député au Riksdag dans le comté de Västra Götaland Est.